# Ted Williams
Theodore Samuel Williams, nato Teddy Samuel, detto Ted (San Diego, 30 agosto 1918 – Inverness, 5 luglio 2002), è stato un giocatore di baseball e allenatore di baseball statunitense.
Giocò per 19 anni, dal 1939 al 1942 e dal 1946 al 1960, con i Boston Red Sox prestando, inoltre, servizio durante la Seconda guerra mondiale e la Guerra di Corea. È considerato un dei migliori battitori della storia della Major League Baseball. Nel 1999 fu inserito nella formazione del secolo della MLB. e nello stesso anno Sporting News l'ha inserito all'8º posto nella classifica dei migliori cento giocatori di tutti i tempi.

## Carriera
Williams è considerato uno dei migliori giocatori della storia del baseball e fu anche un eccellente difensore, in particolare sul difficile lato sinistro di Fenway Park a Boston, dove giocò tutta la sua carriera nella Major League. Williams fu convocato per 19 All-Star Game, fu premiato per due volte come MVP dell'American League, per sei volte guidò la lega in media battuta e vinse per due volte la Tripla corona. Concluse la sua carriera battendo con una media di .344, con 521 fuoricampo e una percentuale di arrivo in base di .482, la più alta di tutti i tempi nella MLB per un giocatore con 302 o più home run.
Nato e cresciuto a San Diego, Williams iniziò a giocare a baseball sin dall'infanzia. Si unì ai Red Sox nel 1939 ed emerse immediatamente come uno dei migliori battitori. Nel 1941, batté con una media di .406, divenendo l'ultimo giocatore della storia a battere con una media di .400. L'anno successivo vinse la sua prima tripla corona. Williams interruppe la sua carriera nel baseball nel 1943 per servire tre anni nella Marina e nei Marine durante la seconda guerra mondiale. Fece ritorno nella MLB nel 1946, Williams vincendo il suo primo titolo di MVP della lega e disputando le sue uniche World Series, perse contro i St. Louis Cardinals in sette partite e in cui giocò infortunato. Cinquant'anni dopo, quando gli fu chiesto se avesse qualche rimpianto nella sua vita, rispose il non avere giocato meglio in quelle finali. Nel 1947, Williams vinse la sua seconda tripla corona. Nel 1952 e 1953 perse parti di stagione per servire come pilota dei Marines nella Guerra di Corea a fianco di John Glenn. Nel 1957 e 1958, alle età di 39 e 40 anni rispettivamente, vinse i titoli di miglior battitore dell'American League per la quinta e sesta volta.

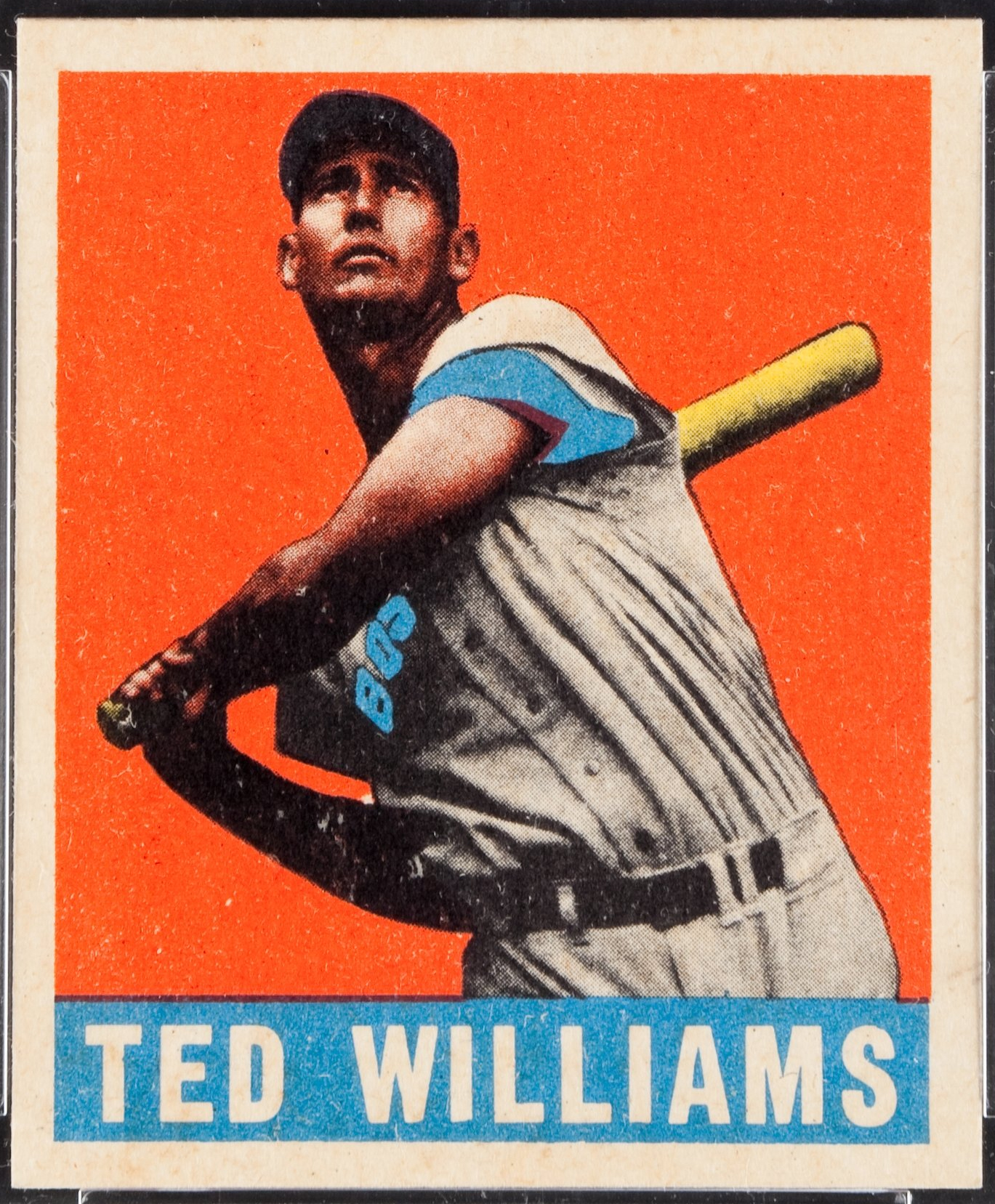
Williams in una figurina del 1948

Williams si ritirò da giocatore nel 1960, venendo introdotto nella Baseball Hall of Fame nel 1966, al suo primo anno di eleggibilità. In seguito allenò i Washington Senators/Texas Rangers dal 1969 al 1972. Essendo un appassionato pescatore sportivo, condusse un programma televisivo sulla pesca e fu introdotto nella IGFA Fishing Hall of Fame. Il coinvolgimento di Williams in "the Jimmy Fund" aiutò a raccogliere milioni di dollari nella ricerca contro il cancro. Nel 1991, il Presidente George H. W. Bush gli assegnò la medaglia presidenziale della libertà, il maggiore onore riservato a un civile dal governo degli Stati Uniti. Fu inserito nella formazione ideale di tutti i tempi della MLB nel 1997 e nella formazione del secolo della MLB nel 1999.

## Palmarès
- MVP dell'American League: 2

1946, 1949
- MLB All-Star: 19

1940–1942, 1946–1951, 1953–1960²
- Tripla corona: 2

1942, 1947
- Miglior battitore dell'American League: 6

1941, 1942, 1947, 1948, 1957, 1958
- Leader dell'American League in fuoricampo: 4

1941, 1942, 1947, 1949
- Leader dell'American League in punti battuti a casa: 4

1939, 1942, 1947, 1949
- Atleta maschile dell'anno dell'Associated Press: 1

1957
- Formazione del secolo della MLB
- Numero 9 ritirato dai Boston Red Sox